# ...Where the Shadows Lie
...Where the Shadows Lie è l'album di debutto del gruppo musicale gothic metal finlandese Battlelore, registrato nell'autunno del 2001 al Music-Bros Studios e pubblicato il 13 agosto 2002. Poco dopo la registrazione il chitarrista Tommi Havo lasciò la band per ragioni personali e fu sostituito da Jussi Rautio. Non sono stati tratti singoli da questo album ma è stato realizzato un videoclip per la canzone Journey to Undying Lands. La cover dell'album, Morgoth and High King of Noldor, è stata realizzata da Ted Nasmith.
Il titolo del disco è ispirato all'introduzione del primo volume della trilogia de Il Signore degli Anelli.

## Tracce
1. Swordmaster - 5:36
2. The Grey Wizard - 4:17
3. Raging Goblin - 4:33
4. Journey to Undying Lands - 5:49
5. Shadowgate - 4:04
6. Fangorn - 5:05
7. The Green Maid - 3:44
8. Khazad-Dûm Pt.1 (Ages of Mithril) - 5:19
9. Ride with the Dragons - 4:17
10. Feast for the Wanderer - 4:05 (Traccia nascosta. Non menzionata nella lista tracce sul retro del CD.)

## Formazione
- Kaisa Jouhki - voce
- Patrik Mennander - voce
- Tommi Havo - chitarra
- Jyri Vahvanen - chitarra
- Miika Kokkola - basso
- Henri Vahvanen - batteria
- Maria Honkanen - tastiere, flauto

### Ospiti
- Jyrki Myllärinen - chitarra classica

## Riferimenti dei testi
- The Grey Wizard parla della storia di Gandalf fino a Le due torri.
- Raging Goblin fa riferimento alle razze dei Goblin e degli Olog-hai.
- Shadowgate parla di Minas Morgul.
- Fangorn parla degli Ent e del loro attacco ad Isengard.
- The Green Maid parla di Lúthien Tinúviel.
- Khazad-Dûm Pt. 1 (Ages of Mithril) parla della caduta di Moria.
- Ride with the Dragons tratta della creazione dei dragoni da parte di Morgoth.